# Караси (Алтайский край)
Караси́ — посёлок в Крутихинском районе Алтайского края России. Административный центр Заковряшинского сельсовета.

## География
Посёлок находится возле озера Караси, название села — географический топоним. Рельеф местности — равнина с небольшими перепадами высот. Поселение находится на севере Приобского плато, в лесостепной зоне.
Климат
Территория, к которой относится посёлок Караси, характеризуется континентальным климатом с хорошо выраженной сменой времен года. Зимой средняя температура — 19 градусов по Цельсию, летом — до +22. Количество осадков, в среднем выпадающих в год, 250—300 мл.
Уличная сеть
В посёлке одна улица — Карасевская, расположена вдоль региональной автомобильной трассы. Жителей посёлка Караси обслуживает почтовое отделение, которое находится в селе Заковряшино
Расстояние до
- районного центра Крутиха 15 км.
- краевого центра Барнаул 174 км[6].

Ближайшие населенные пункты
Новоувальский 4 км, Заковряшино 7 км, Дресвянка 8 км, Камень-на-Оби 9 км, Большой Лог 10 км.
Транспорт
Посёлок находится в 19 км от железнодорожной станции, расположенной в городе Камень-на-Оби. Жители села пользуются услугами общественного автомобильного транспорта — автобусами и маршрутными такси.

## Население
| 1997 | 1998 | 1999 | 2000 | 2001 | 2002 | 2003 |
| ---- | ---- | ---- | ---- | ---- | ---- | ---- |
| 157  | ↗174 | ↘154 | ↗156 | ↘152 | ↘136 | ↗144 |
| 2004 | 2005 | 2006 | 2007 | 2008 | 2009 | 2010 |
| ↗148 | →148 | ↘147 | ↘140 | ↘138 | ↗142 | ↘141 |
| 2011 | 2012 | 2013 |      |      |      |      |
| →141 | ↗142 | ↘137 |      |      |      |      |

## Инфраструктура
Дети из поселка Караси обучаются в МКОУ «Заковряшинская СОШ». Ежедневно рейсовый школьный автобус привозит детей на занятия. На базе школы имеется библиотека и спортивный клуб «Чемпион». После капитального ремонта в 2018 году в школе появился новый спортзал. Есть филиал ФЛ МУЧ «Крутихинская ЦРБ», магазин.

## Достопримечательности
В 4 километрах от села Заковряшино и в 1,5 км от поселка Караси находится Курганная группа Заковряшино IV. В поселке Караси был найден бронзовый нож, хранящийся в экспозиции Алтайского Государственного Краеведческого музея.